# Barichneumonites manduris
Barichneumonites manduris är en stekelart som beskrevs av Heinrich 1934. Barichneumonites manduris ingår i släktet Barichneumonites och familjen brokparasitsteklar. Inga underarter finns listade.